# Катранени пясъци
Катранените пясъци, (техн. наименование битумни пясъци) представляват смес от пясък, глина и вода и супер-вискозитетен петрол който представлява колоидален катран. Технологията за извличане на петрол от катранени пясъци е най-мръсната възможна, ползва 23% повече въглеродни емисии за добив на петрол, самият катранен петрол замърсява значително повече околната среда от обикновения петрол.